# T-84
T-84 je ukrajinski glavni borbeni tenk i glavno kopneno obrambeno sredstvo Ukrajine. Napravljen je prema starom modelu sovjetskog T-80UD koji se prije raspada SSSR-a sastavljao u sovjetskoj Ukrajini. Tako je 1993. godine konstruktorski tim pod vodstvom glavnog projektanta Anatolija Slovikovskog razvio kvalitetniju i moderniziranu inačicu tenk T-84 "Jatagan". 

## Dizajn
Opća koncepcija tenka formirala se prema sovjetskom tenku T-80 koji se djelomično proizvodio u sovjetskoj Ukrajini. Mjesto vozača je u prednjem središnjem djelu oklopnog tijela, kupola s naoružanjem i mjestima zapovjednika i topnika postavljena je na središnji dio tijela, dok je u stražnji dio vozila ugrađena pogonska grupa.

## Vatrena moć
Vatrena moć zasniva se na topu 125 mm KBA3, koji predstavlja ukrajinsku varijantu sličnog ruskog topa 2A46M1. Iz topa se ispaljuje sve standardno streljivo kalibra 125 mm, uključujući i laserski vođene protuoklopne rakete 9M119 (AT-11 Sniper). Primijenjen je automatski punjač sa streljivom smještenim ispod kupole tenka. Za razliku od T-80 kod koga su granate u punjaču vodoravne, kod T-84 granate su smještene okomito. Kapacitet punjača je 28 granata, a ukupno se u borbenom kompletu nalaze 43 granate.
Sustav za upravljanje paljbom SUP je suvremen i omogućuje visoku vjerojatnost pogađanja cilja iz pokreta, danju i noću, uz mogućnost da i zapovjednik tenka gađa. Topnik na raspolaganju ima stabiliziranu dnevnu ciljničku spravu 1G46 "Irtiš" s povećanjem 2,7x i 12x, integriranim laserskim daljinomjerom i uređajem za vođenje raketa. Za ciljanje noću upotrebljava se sprava T01-K01 dometa 600-900 metara u pasivnom režimu i 1300 m u aktivnom režimu (uz upotrebu IC reflektora). Na tenkove predviđene za izvoz se umjesto ciljnika T01-K01 ugrađuje termovizijski sistem Buran-E. Zapovjednik za promatranje rabi dnevno-noćnu spravu TKN-4S "Agat", kojom danju može otkriti ciljeve na udaljenosti od 5000 m, a noću na 900 m. U sastav sustava za upravljanje paljbom ulaze još i balističko računalo 1V528 i stabilizator topa 2E42. Budući da ova elektronička oprema ne spada u najsuvremenija rješenja, proizvođač nudi i mogućnost ugradnje elektronike zapadnog podrijetla.
Pomoćno naoružanje sastoji se od strojnice PKT kalibra 7,62 mm spregnutog s topom i protuzrakoplovne strojnice NSVT kalibra 12,7 mm. Strojnicom NSVT može se upravljati iz unutrašnjosti vozila uz pomoć ciljničkog uređaja PZU-7.

## Oklopna zaštita
Oklopna zaštita je na istoj razinikao kod tenka T-80U. Kao i kod svih suvremenih tenkova na prednjem dijelu kupole i tijela vozila primijenjen je višeslojni oklop. Na vozilo je postavljen i eksplozivni reaktivni oklop (ukrajinska verzija sličnog ruskog oklopa Kontakt-5) koji štiti od kumulativnih projektila i znatno umanjuje efikasnost potkalibarnih penetratora.
Tenk T-84 opremljen je optoelektroničkim sustavom za aktivnu obranu Štora-1. Sustav se sastoji od signalizatora laserskog zračenja, lansera dimnih kutija i dva IC ometača koji smanjuju vjerojatnost pogađanja protivničkih protuoklopnih vođenih raketa.

## Pokretljivost
Za pogon tenka rabi se dvotaktni 6-cilindrični Dieselov motor 6TD-2, s vodenim hlađenjem i izravnim ubrizgavanjem goriva. Maksimalna snaga motora je 1200 KS pri 3000 okretaja u minuti. Prednosti ovog motora u odnosu na konkurentni agregat V-46 su nešto manja potrošnja goriva, manje dimenzije i izbacivanje ispušnih plinova kroz hladnjak (čime se smanjuje IC odraz tenka). Međutim motor 6TD-2 ima i nekoliko ozbiljnih mana - kraći životni vijek, manju pouzdanost, probleme s hlađenjem pri visokim temperaturama i višu cijenu. Zato je u tenk na zahtjev moguće ugraditi i slabiji motor 6TD-1 (1000 ks), koji je znatno pouzdaniji i ima dulji radni vijek.
Snaga se prenosi preko mehaničkog prijenosa s dva planetarna mjenjača (7 stupnjeva prijenosa za kretanje naprijed i jedan za natrag) i servo-hidrauličnim uređajem za upravljanje. Moguća je ugradnja suvremenijeg prijenosa i gusjenica s gumenim papučama za kretanje po asfaltnim cestama.

## Inačice i vozila napravljena na temelju tenka T-84

### T-84U
Daljnjim radom na projektu tenka nastala je modernizirana varijanta T-84U. Poboljšan je sustav za upravljanje paljbom, ugrađen je novi top 125 mm Tip 501 "Vitjaz", a moguća je i ugradnja topa kalibra 140 mm Tip 551 "Bagira". Za pogon se upotrebljava novi motor 6TD-3 koji razvija 1500 KS. S prednjeg dijela tijela tenka uklonjen je reaktivni oklop, a postavljen novi pasivni oklop, dok je na kupolu ugrađen novi eksplozivni reaktivni oklop. Postavljene su nove gusjenice, a tenk je dobio i pomoćni agregat koji služi za napajanje električnom energijom kada glavni motor nije u pogonu.

### T-84 Oplot
Varijanta tenka označena T-84-120 "Oplot" ili KERN-2.120 naoružana je topom kalibra 120 mm, zbog usklađivanja s NATO standardima. Ugrađen je i potpuno novi automatski punjač s 22 granate smještena u stražnji dio kupole (kao kod francuskog tenka Leclerc). Ukrajinci imaju problema oko nabave topova 120 mm iz inozemstva (švicarska tvrtka SW im je isporučila samo dva topa za prototipove i prekinula daljnje isporuke), a i razvoj topa 120 mm je naišao na niz problema, pa je budućnost projekta T-84-120 neizvjesna.

### BMPT-84
Sredinom 2001. godine prikazano je vozilo BMPT-84 koje predstavlja spoj tenka i oklopnog transportera. U prostor između kupole i motorno-transmisijskog dijela može se smjestiti pet vojnika s opremom. Naoružanje je identično kao kod tenka T-84, ali je borbeni komplet topa smanjen na 30 granata.

## Vanjske poveznice
- (en) http://www.globalsecurity.org/military/world/ukraine/t-84.htm
- (en) http://www.enemyforces.com/tanks/t84.htm  Arhivirana inačica izvorne stranice od 14. svibnja 2008. (Wayback Machine)